# Музеї Київського університету Святого Володимира
Музеї Київського університету Святого Володимира — музеї Червоного корпусу КНУ.

## Музей старожитностей
Заснований 1836 як Музей київських старожитностей. Фундатор і перший завідувач — Кіндрат Лохвицький. Перебував у віданні Тимчасового комітету для дослідження старожитностей в Києві. Основу збірки музею складали археологічні матеріали давньоруської доби, знайдені на території історичного ядра Києва. Водночас комплектувалася профільна бібліотека. 1842 перетворений на Музей красних мистецтв і старожитностей. 1845 підпорядкований Тимчасовій комісії для розгляду давніх актів при київському, волинському і подільському генерал-губернаторові (див. Київська археографічна комісія). 
1873 розділений на музей старожитностей (археологічний) і музей красних мистецтв. 1838—54 музеєм завідував А. Ставровський, 1854—65 — Я. Волошинський, 1865—73 — І. Линниченко. Особливу роль у розвитку музею відіграв В. Антонович, який завідував ним 1873—1901. Він комплектував збірку всіх археологічних культур на території України. Колекції зростали завдяки надходженням з різних установ (зокрема Кременецького ліцею), пожертвам приватних осіб, закупкам. Велику частину поповнень складали матеріали археологічних досліджень у Києві, Ольвії, Київській губернії, Подільській губернії, Волинській губернії, на Кавказі, які проводили викладачі університету. 1837 музейне зібрання налічувало 150 одиниць зберігання, 1898 — 6062 речі, 583 назви книг, 429 планів, малюнків, планів, пов'язаних з розкопками тощо. Музей служив науковим і навчальним цілям.

## Музей красних мистецтв
Музей красних мистецтв виник у 1834. Його збірка включала зліпки з відомих і типових творів, картини, гравюри, ілюстровані атласи, колекції архітектурних моделей, інструментів, будівельного приладдя, пристосувань для рисувальної школи, які використовувались як навчальний демонстраційний матеріал кафедрою теорії та історії мистецтв. Формувалася спеціалізована б-ка. Збірка містила лише окремі цінні мистецькі твори. У 1920-х рр. збірки археологічного і художнього музеїв було розподілено між різними науковими, музейними та навчальними закладами.

## Нумізматичний музей
Нумізматичний музей вважався одним з найкращих у Російській імперії за кількістю і змістом збірки, започаткований 1835. 1837 до музею надійшло близько 23 тис. монет і медалей Віленського університету (нині Вільнюський університет), з яких 19 тис. екземплярів складала нумізматична збірка Кременецького ліцею, пізніше — невеликі збірки монет віленських духовної і медичної академій, Луцької гімназії, Теофіпольського повітового дворянського училища та ін. Усі вони зберігалися спочатку в бібліотеці. 1838 створено Мінц-кабінет, який 1842 увійшов до Музею красних мистецтв і старожитностей у складі бібліотеки. Спочатку музеєм відав завідувач бібліотеки: 1835—45 — П.Ярковський, 1845—52 — А.Красовський. Першим хранителем Мінц-кабінету як самостійної науково-допоміжної установи призначений Я.Волошинський (1852—65). 1865 посаду хранителя скасували, обов'язки покладалися на одного з викладачів історико-філологічного факультету. Ними були К.Страшкевич (1865—68), В.Іконников (1868—72), В.Антонович (1872—1906). 
1844 організовано експозицію, 1848 відкрито для відвідування, і заклад став першим у місті публічним музеєм. До нього надходили знахідки з території Київської, Волинської та Подільської губерній, пам’ятки з Катеринославської губернії, Чернігівської губернії та інших губерній. З 1859 скарби, знайдені в Російській імперії, відправлялися до Імператорської археологічної комісії в м. Санкт-Петербург, що призводило до їх розпорошення. Після розгляду їх часто розподіляли поміж різними музейними збірками, і вони втрачали свою цілісність та історичну цінність. Лише частина предметів залишалась або поверталася до музею. За В. Антоновича збірка музею збільшилася вдвічі і 1906 налічувала вже 60 тис. одиниць зберігання. Він багато зробив для її вивчення та введення до наукового обігу, зокрема 1906 опублікував окремим виданням опис монет і медалей музею. Збірка була впорядкована за колекціями, які відображали історію грошового обігу різних країн і держав. В їх числі — грецька, римська, давньоруська, російська, польська, німецька колекції. 1915 їх відправлено до Саратова (нині місто в РФ; 1916 повернено), при цьому частина пам’яток була депаспортизована. 1927 збірку передано ВУАН (нині Національна академія наук України) вже у пограбованому стані, 1931 — до Всеукраїнського музейного містечка, 1933 — Центрального історичного музею ім. Т.Шевченка (нині Національний музей історії України).
Навчальне і наукове призначення колекції формували ще кілька університетських музеїв — мінералогічний, зоологічний, ботанічний, анатомічний театр та ін.